# Алёнкин Ёган

Алёнкин Ёган — река в России, протекает по территории Александровского района Томской области, приток Оби. Длина реки — 42 км.
Недалеко от места впадения реки в Обь находится вахтовый посёлок Медведево.

## Данные водного реестра
По данным государственного водного реестра России относится к Верхнеобскому бассейновому округу, водохозяйственный участок реки — Обь от впадения реки Васюган до впадения реки Вах, речной подбассейн реки — Васюган. Речной бассейн реки — (Верхняя) Обь до впадения Иртыша.
По данным геоинформационной системы водохозяйственного районирования территории РФ, подготовленной Федеральным агентством водных ресурсов:
- Код водного объекта в государственном водном реестре — 13010900112115200036774
- Код по гидрологической изученности (ГИ) — 115203677
- Код бассейна — 13.01.09.001
- Номер тома по ГИ — 15
- Выпуск по ГИ — 2

## Топографические карты
- Лист карты P-43-XXXV,XXXVI Александровское. Масштаб: 1 : 200 000. Состояние местности на 1984 год. Издание 1995 г.